# Cerithium maculosum
Cerithium maculosum is een slakkensoort uit de familie van de Cerithiidae. De wetenschappelijke naam van de soort is voor het eerst geldig gepubliceerd in 1841 door Kiener.